# Фугас
Фуга́с (фр. fougasse, от лат. focus «очаг, огонь»):

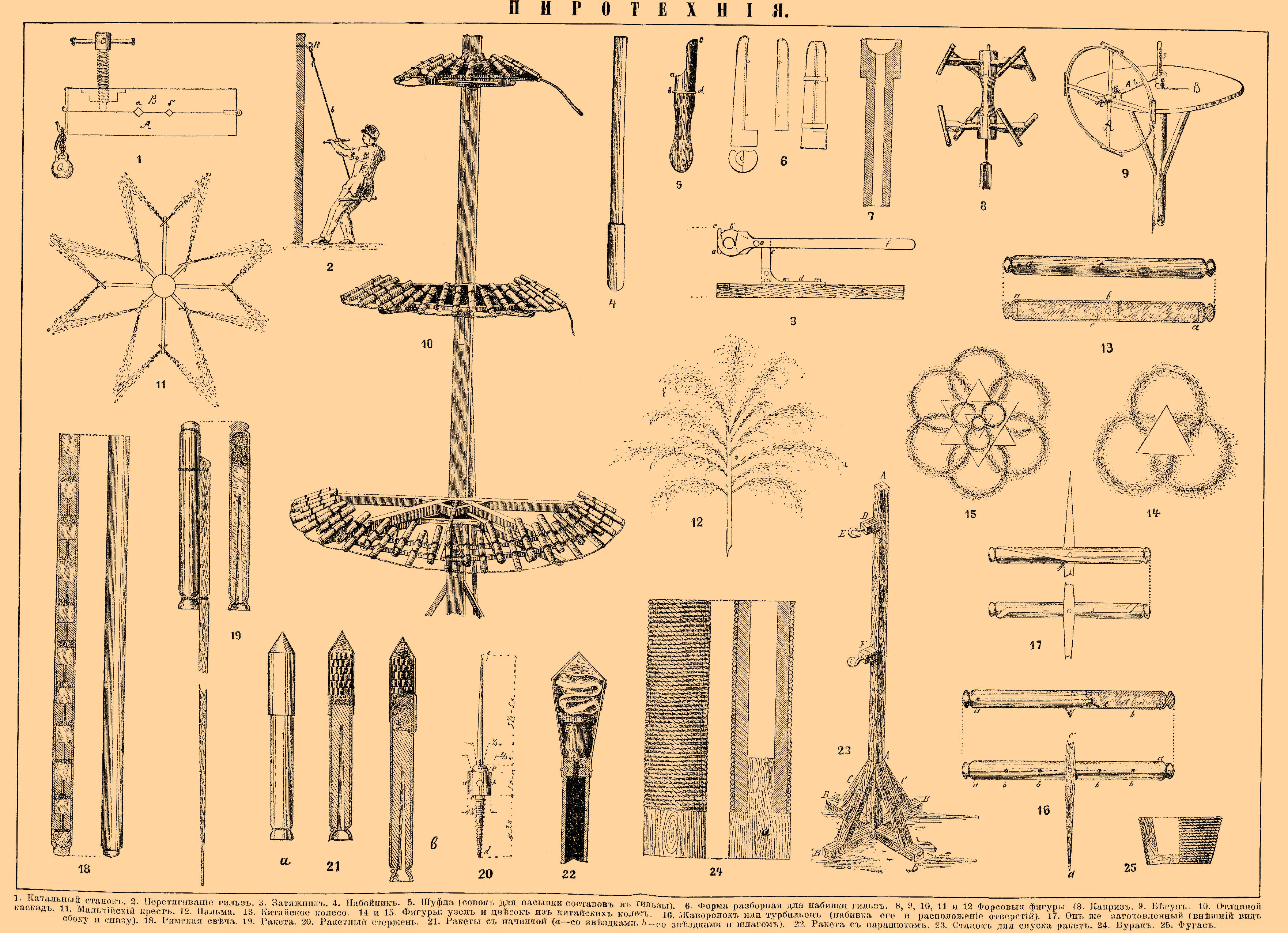
Под № 25 — Фугас, в правом нижнем углу иллюстрации

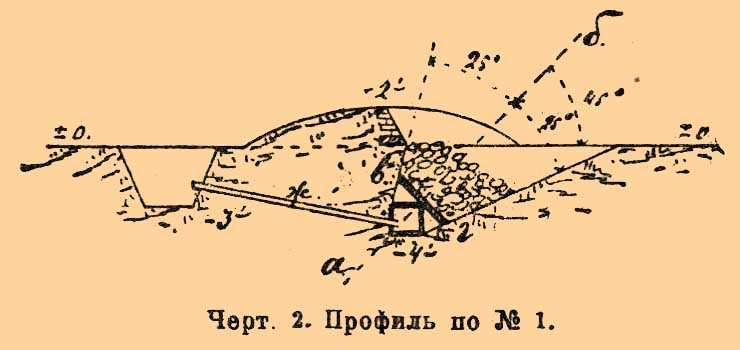
Фугас камнемётный или камнемёт

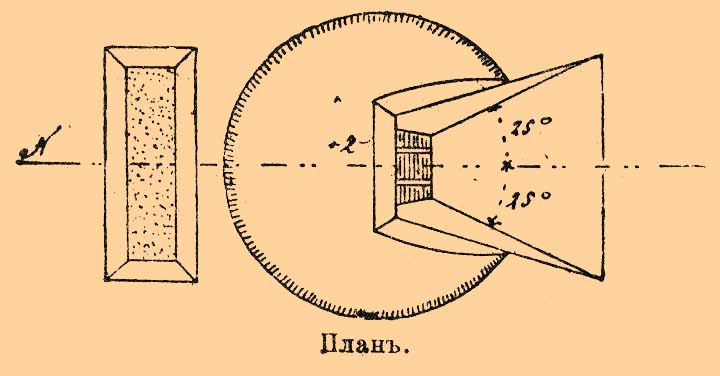
Фугас камнемётный или камнемёт, вид сверху

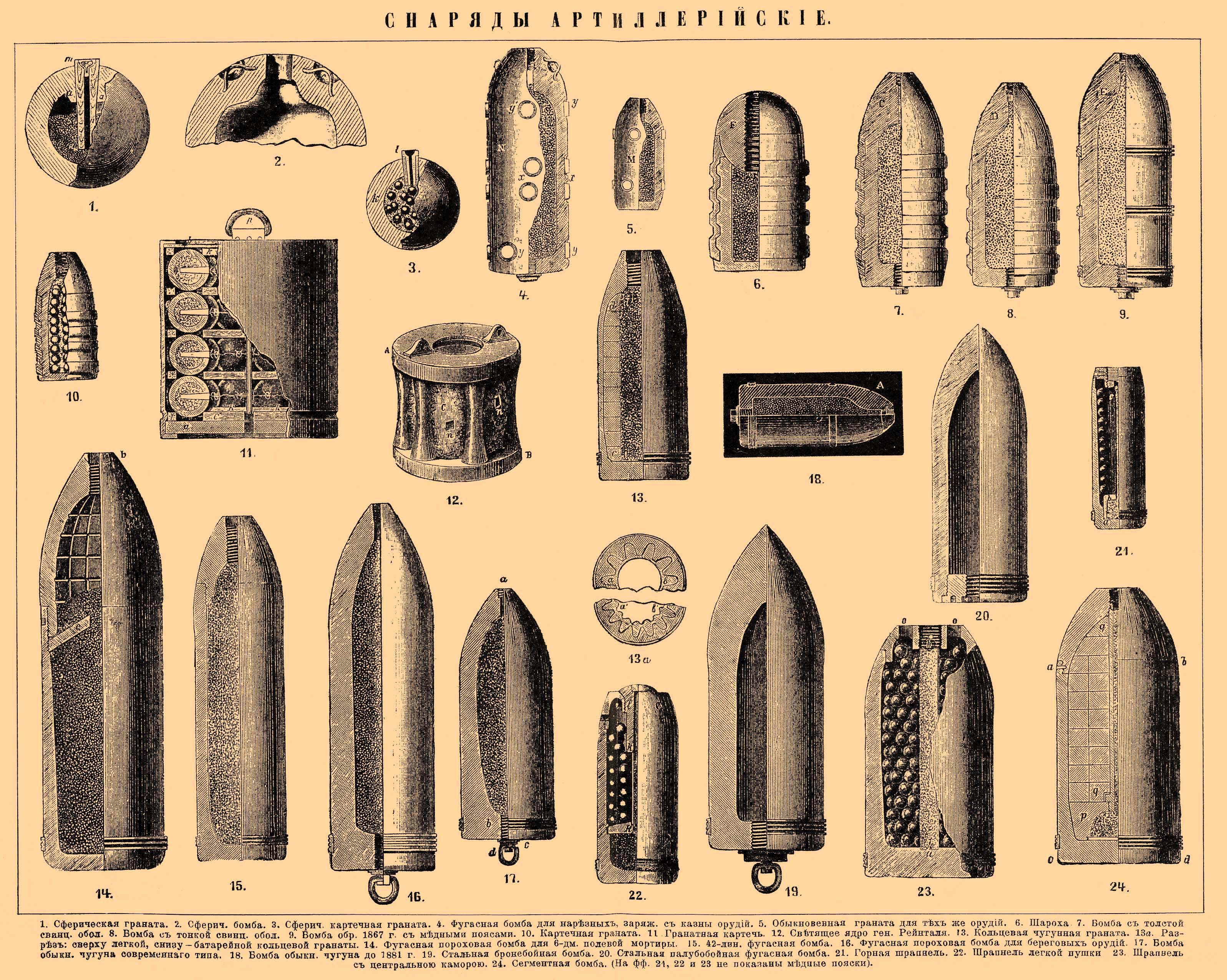
Артиллерийские снаряды XIX века (в порядке расположения на рисунке):
Верхний ряд:
,
,
,
,
,
,
.
Средний ряд:
,
,
,
,
,
,
,
.
Нижний ряд:
,
,
,
,
,
,
,
.

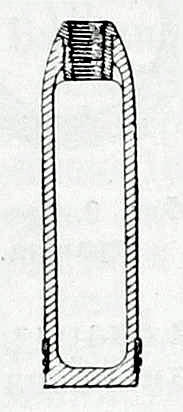
Фиг. 8. Фугасный снаряд (Граната бризантного или фугасного типа), Рисунок к статье «Граната», Военная энциклопедия Сытина, Санкт-Петербург, 1911—1915 годы.

Схема осколочно-фугасного снаряда

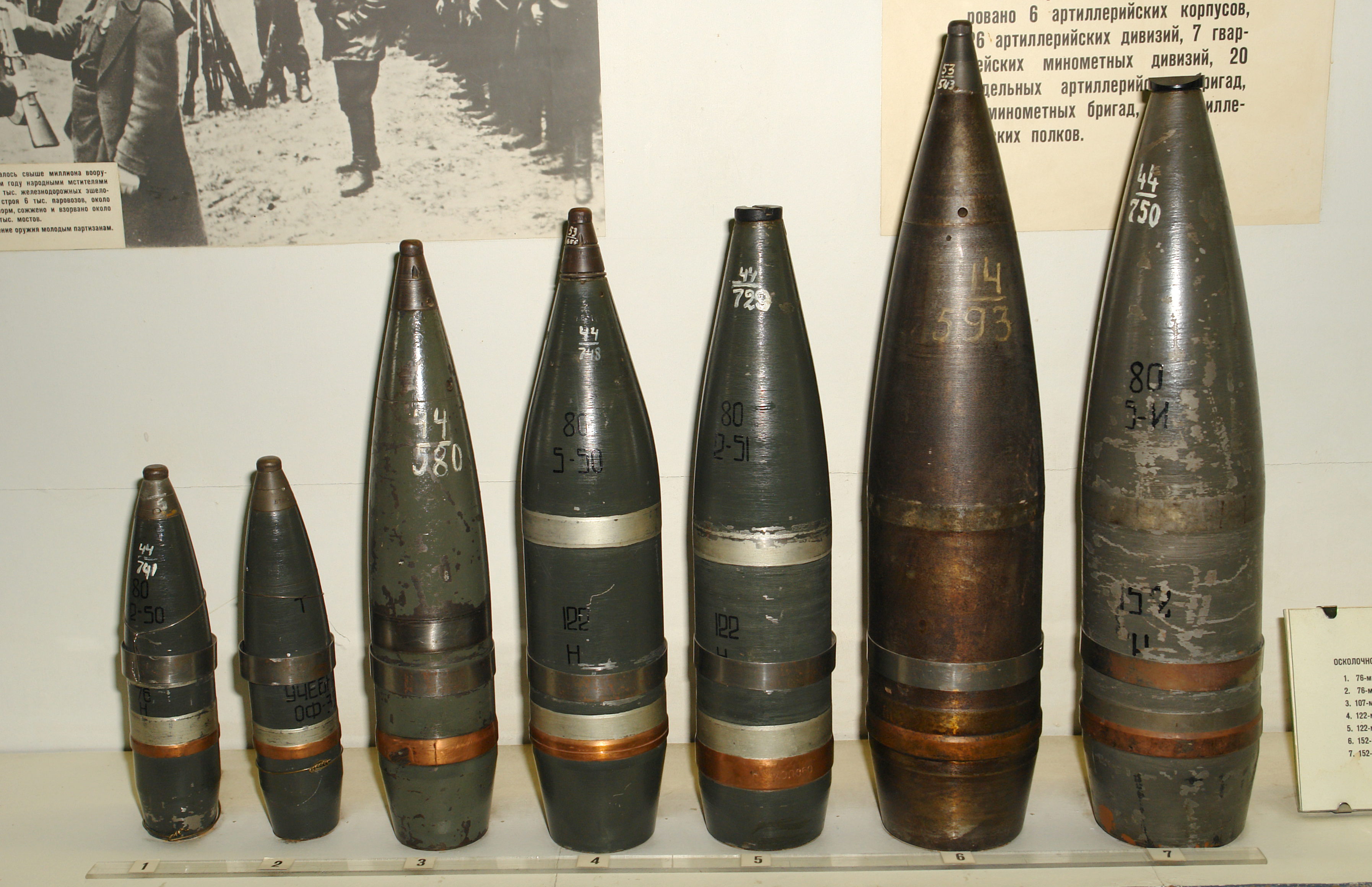
Различные советские осколочно-фугасные дальнобойные снаряды калибром от 76 до 152 мм

- «закладка пороха для взрыва встречу неприятелю»[2]; в другом источнике указано: «Фугасы — взрывы, применяемые в полевой войне как искусственное препятствие, с целью нанести приближающемуся противнику материальный и моральный вред»[3].
- просторечное название инженерных боеприпасов и артиллерийских снарядов фугасного и осколочно-фугасного действия.

## История
В XVII—XVIII веках фугасами назывались подкопы под укрепления противника с камерами для размещения пороховых зарядов. В военном деле шло совершенствование средств нападения и обороны от неприятеля, и постепенно начинают применяться импровизированные взрывные заграждения где в качестве взрывчатых веществ (ВВ) выступал порох, а поражающими элементами ударная волна, земля, камни и иное. Так уже при обороне Севастополя, 1854—1855 годах, русские военные инженеры против формирований западной коалиции применили своеобразные наземные мины. В XIX веке для их обозначения было введено понятие минный горн (вышло из употребления с 50-х годов XX века), а фугасами стали называться отдельные заряды, закладываемые в грунт или в воду. Во время Японской войны, 1904—1905 годов, при обороне Порт-Артура русские войска применили противопехотные мины, полевые фугасы и камнемёты, взрываемые электрическим способом. В первой и второй мировых войнах фугасы использовались при устройстве минно-взрывных заграждений и производстве разрушений.

Из заграждений наиболее часто встречались противотанковые рвы, каменные и железобетонные надолбы, проволочные препятствия, лесные завалы, большие воронки. ……

Завалы и проволочные препятствия были усилены фугасами, которые взрывались при разборке заграждений. — Капитан А. Грабовой, «Прорыв укреплений белофиннов», «Техника и вооружение» 1941 год, № 1, с. 29 — 35
С 1970-х годов вместо термина «Фугас» применяются термины «заряд ВВ» («заряд взрывчатого вещества»), «объектная мина» и тому подобное.
С развитием артиллерии для поражения открытых целей применялся снаряд, обладающий большой глубиной поражения, настильностью полёта и большим числом поражающих частей (элементов). Таким снарядом являлась шрапнель (то есть снаряд, начинённый пулями), дающая поражение и пулями, и осколками. Но данный вид артснаряда был неэффективен перед закрытиями (то есть полевыми укреплениями) и на местности, пересечённой возвышенностями, поросшей лесами, рощами и прочее. Поэтому и был создан так называемый фугасный (сильно взрывчатый, ударный) снаряд', тонкостенный для помещения большого количества взрывчатого вещества, для разрушения закрытий, получивший особое значение после введения щита на полевом орудии. Но увеличение номенклатуры стало несколько затруднять боевое снабжение артформирований, и в дальнейшем был изобретён «универсальный снаряд» (шрапнель и фугасная граната в одном теле) позволявшая облегчить снабжение боевыми припасами.

## Инженерный боеприпас
Фугас (Полевой фугас, Фугасный ящик) как инженерный боевой припас — это заряд ВВ, ранее заряд пороха, закладываемый в земле или под водой на небольшой глубине, взрываемый внезапно для нанесения урона противнику или задержания его продвижения. При подрыве фугаса цель поражается ударной волной, осколками и продуктами взрыва.
Подрыв взрывчатого вещества производится электрическим, огневым или механическим способами. При огневом способе обычно необходимо использовать детонаторы, огнепроводный шнур или зажигательные трубки. При электрическом способе используются электродетонаторы, в которых необходимая начальная температура индукции воспламенения достигается за счёт тепловой энергии электроискры или спирали и начального заряда инициирующего взрывчатого вещества.

### Виды
Фугасы ранее разделялись на:
- обыкновенные, правильно зарытые в землю ВВ, для производства направленного взрыва в сторону противника;
- камнемётные или просто — камнемёты, правильно зарытые в землю ВВ и уложенные камни и иные поражающие элементы, для производства направленного взрыва в сторону врага. Камнемёт являлся искусственным препятствием, устраиваемым при укреплении позиций войск от неприятеля. Для него отрывали яму в форме усечённой пирамиды и на её дне помещали заряд пороха (ВВ) по определённому расчёту. Воспламеняли заряд ВВ с помощью электрических проводников, незаметно проложенных по местности[10];
- бомбовые[3], зарытые в землю и замаскированные после этого бомбы и гранаты (артиллерийские снаряды), поражающие при взрыве противника ударной волной, своими осколками и землёй.

## Артиллерийский снаряд
Фугасные снаряды (ранее назывались — фугасные гранаты и бомбы) в основном предназначаются для стрельбы по небетонированным оборонительным сооружениям: окопам, деревоземляным (ДЗОТам) и деревокаменным огневым точкам, наблюдательным пунктам и тому подобное. Кроме того, фугасные снаряды крупных калибров могут применяться совместно с бетонобойными снарядами для стрельбы по бетонированным оборонительным сооружениям — долговременным огневым точкам (ДОТам) — главным образом для снятия земляной насыпи с последних. Стрельба на рикошетах фугасными снарядами может с успехом применяться для проделывания проходов в минных полях.
При отсутствии осколочных и осколочно-фугасных снарядов фугасные снаряды могут применяться для стрельбы по открытым живым целям, а при отсутствии бронебойных снарядов — для стрельбы по танкам. В этих случаях действие фугасных снарядов будет значительно уступать действию заменяемых ими снарядов.
В авиационной артиллерии малокалиберные фугасные и фугасно-трассирующие снаряды применяются для стрельбы по самолётам, вертолётам и иным летательным аппаратам, а также по наземным и водным целям.

## Авиационная бомба
К концу Великой войны в Англии, Франции, Германской и Российской империях были созданы достаточно эффективные фугасные бомбы (позднее сокращение — ФАБ) для авиации. Эти бомбы снабжались крыльевыми или кольцевыми стабилизаторами и имели вполне современный вид.

## Поражающий эффект
Фугасные боевые припасы действуют разрушительной силой газов разрывного заряда и частично силой удара в преграду. В соответствии с этим мощность фугасного снаряда определяется весом и качеством взрывчатого вещества, заключённого в его оболочке, что и определяет основное требование, предъявляемое к таким снарядам. Увеличение мощности фугасных снарядов в пределах одного калибра возможно путём увеличения ёмкости камеры для разрывного заряда и применения более мощного взрывчатого вещества.
Объём камеры снаряда можно увеличить удлинением цилиндрической части снаряда и уменьшением толщины его стенок. Однако длина цилиндрической части ограничена общей длиной снаряда, обусловленной его устойчивостью на траектории. Тем не менее длинная цилиндрическая часть является характерной особенностью фугасных снарядов. Уменьшение толщины стенок оболочки фугасного снаряда ограничено требованием его прочности при выстреле. В связи с этим применение фугасных снарядов в мортирах и гаубицах является более выгодным, нежели в пушках, из-за высоких давлений, развивающихся в последних при выстреле.

## Конструкция
Фугасные снаряды обладают наиболее тонкостенными оболочками, высоким коэффициентом наполнения, высокой относительной массой разрывного заряда и малой относительной массой снаряда.
По конструктивному оформлению фугасные снаряды наземной артиллерии средних калибров бывают цельнокорпусными, с привинтной головкой или ввинтным дном и очком под головной взрыватель, а снаряды крупных калибров — со сплошной головной частью, ввинтным дном и очком под донный взрыватель или с привинтной головкой и ввинтным дном и очком под головной взрыватель.
Снаряды крупных калибров, кроме того, могут иметь два очка: под головной и донный взрыватели; применением двух взрывателей обеспечиваются безотказность действия и полнота разрыва снаряда.
Малокалиберные фугасные снаряды в авиационной артиллерии впервые были применены немцами в 20- и 30-мм авиационных пушках во время Второй мировой войны. Корпус 20-мм снаряда тонкостенный, штампованный, с выдавленными на нём канавками для ведущего пояска и кернения дульца гильзы. Дно корпуса для повышения прочности при выстреле делается полусферической формы. Центрующих утолщений на корпусе нет, и центрование снаряда в канале ствола производится центрующим утолщением на взрывателе и ведущим пояском. Взрыватель соединяется со снарядом при помощи переходной втулки, закреплённой в корпусе.

## Фугасы в настоящее время
В настоящее время в артиллерии средних калибров фугасные снаряды почти полностью вытеснены осколочно-фугасными, значительно упрощающими боевое снабжение артиллерии.
Старые фугасные снаряды сохранились лишь на вооружении, производство же фугасных снарядов средних калибров прекращено почти во всех странах.
Для снаряжения фугасных снарядов наземной артиллерии в мирное время идёт почти исключительно тротил и реже мелинит, а в военное время неизбежно применение суррогатных взрывчатых веществ.
Фугасные снаряды германской авиационной артиллерии снаряжались главным образом тэном и реже тротилом.

## Фугасные взрыватели
Для приведения фугасных снарядов наземной артиллерии в действие у цели применяются головные и донные взрыватели с одной-тремя установками: на мгновенное (осколочное), инерционное (фугасное) и замедленное действие. Применение взрывателей с установками на инерционное и замедленное действие имеет целью обеспечить необходимое углубление снаряда в преграду до момента его разрыва для получения необходимого фугасного действия.
В малокалиберных фугасных снарядах авиационной артиллерии могут применяться только взрыватели мгновенного действия.